# MRPL12
MRPL12‏ (Mitochondrial ribosomal protein L12) هوَ بروتين يُشَفر بواسطة جين MRPL12 في الإنسان.